# Équipe d'Allemagne des moins de 19 ans de football
Cet article traite de l'équipe masculine. Pour l'équipe féminine, voir Équipe d'Allemagne féminine de football des moins de 19 ans.
Maillots
L'équipe d'Allemagne de football des moins de 19 ans est constituée par une sélection des meilleurs joueurs allemands de moins de 19 ans sous l'égide de la Fédération allemande de football.

## Parcours

### Parcours en Championnat d'Europe
| - 2002 : Finaliste - 2003 : Non qualifiée - 2004 : 1er tour - 2005 : Demi-finaliste - 2006 : Non qualifiée - 2007 : Demi-finaliste - 2008 : Vainqueur - 2009 : Non qualifiée - 2010 : Non qualifiée - 2011 : Non qualifiée - 2012 : Non qualifiée - 2013 : Non qualifiée - 2014 : Vainqueur - 2015 : 1er tour - 2016 : 1er tour - 2017 : 1er tour - 2018 : Non qualifiée - 2019 : Non qualifiée - 2020 - 2021 : Editions annullées - 2022 : Non qualifiée - 2023 : Non qualifiée |